# Yola (chanteuse)
Pour les articles homonymes, voir Yola.
Yolanda Quartey, dite Yola ou Yola Carter, est une musicienne, chanteuse et compositrice britannique, née  en 1983.
Originaire de Bristol en Angleterre, elle devient la chanteuse principale du groupe Phantom Limb (en), qui sort son premier album, en 2010. Elle fait partie des chants d'accompagnement de nombreux artistes, dont Massive Attack, The Chemical Brothers et Iggy Azalea. Yola a reçu quatre nominations à la 62e cérémonie des Grammy Awards, dont celle en tant que meilleur nouvel artiste, tous genres confondus.

## Carrière
Sous son prénom Yolanda Quartey, Yola s'est d'abord produite en tant que chanteuse invitée et auteur-compositeur occasionnel pour des groupes musicaux britanniques tels que Chase & Status et Sub Focus, Massive Attack, Bugz in the Attic, Ginger Wildheart, et Duke Dumont.
Yola a décidé de se lancer dans une carrière solo après le décès de sa mère en 2013. Elle a publié son premier EP solo, Orphan Offering, en 2016. En février 2019, elle sort son premier album Walk Through Fire sur le label Easy Eye Sound de Dan Auerbach, qui reçoit un accueil très favorable,,. Le titre de l'album fait référence à un incendie qui a endommagé la maison de Yola et dont elle s'est échappée. AllMusic a qualifié l'album de « disque extraordinaire, conçu pour faire partie d'une grande tradition musicale, et il contient suffisamment d'émotion et d'imagination pour mériter sa place au sein de cette lignée. « Brittney McKenna, de l'émission First Listen de NPR Music, a déclaré : « C'est l'œuvre d'une artiste qui ne manquera pas d'étonner le public dans les années à venir ». Le Wall Street Journal a déclaré : « L'album est une introduction à une vocaliste majeure et chevronnée qui devrait rester dans les mémoires comme une percée »

## Discographie

### Albums solo
- 2016: Orphan Offering EP
- 2019: Walk Through Fire (en)
- 2021 : Stand For Myself

### Albums dePhantom Limb(en)
- 2008 - 2009: Phantom Limb
- 2009: Live in Bristol
- 2012: The Pines

### Single
- 2019 : I Don't Wanna Lie
- 2020 : Hold On

## Filmographie
- 2022 : Elvis de Baz Luhrmann : Rosetta Tharpe

## Distinctions
| Année | Association                          | Récompense                      | Œuvre             | Résultat   |
| ----- | ------------------------------------ | ------------------------------- | ----------------- | ---------- |
| 2017  | UK Americana Awards                  | UK Artist of the Year           | –                 | Lauréat    |
| 2019  | Americana Music Honors & Awards (en) | Emerging Artist of the Year     | –                 | Nomination |
| 2019  | Americana Music Honors & Awards (en) | Album of the Year               | Walk Through Fire | Nomination |
| 2020  | 62e cérémonie des Grammy Awards      | Best New Artist                 | –                 | Nomination |
| 2020  | 62e cérémonie des Grammy Awards      | Best Americana Album            | Walk Through Fire | Nomination |
| 2020  | 62e cérémonie des Grammy Awards      | Best American Roots Performance | Faraway Look      | Nomination |
| 2020  | 62e cérémonie des Grammy Awards      | Best American Roots Song        | Faraway Look      | Nomination |
| 2020  | UK Americana Awards                  | UK Artist of the Year           | –                 | Lauréat    |
| 2020  | UK Americana Awards                  | UK Album of the Year            | Walk Through Fire | Lauréat    |